# Nal
|  | Per a altres significats, vegeu «Llac Nal». |

Nal o Nala fou un estat tributari protegit al grup Mehwas de l'agència de Khandesh (després agència de Surat i més tard de l'agència dels Estats del Gujarat), presidència de Bombai, amb una població estimada el 1881 de 340 persones i uns ingressos de 110 lliures. La producció principal era fusta. El clima era poc saludable i estava al mig de la jungla. El sobirà era un bhil. La capital era el poble de Vaghapani o Vagnapani.
La família de Nala o Nal eren feudataris de Budaval al que pagaven un tribut anual. El 1818 el capità Briggs va reconèixer al cap de Nala amb 5 pobles com a dependència de Budaval, i el kunti o cap fou garantit pels britànics i va rebre un subsidi de 20 lliures l'any reduït el 1849 a 10 lliures. El 1872 Kana Parvi, el cap, va morir i el va succeir el seu fill Lashkari, de 13 anys, entrant com a regent el seu oncle Tama.